# Emmanuel Wamala
Emmanuel Wamala (Kamaggwa, 15 de dezembro de 1926) é um cardeal ugandês, arcebispo emérito de Campala.

## Biografia
Filho de Cosma Kyamcra Wamala e Theresa Nnamayanja, que tiveram dez filhos (dois deles morreram na infância; dos filhos sobreviventes, cinco meninos e três meninas), dois dos quais se tornaram sacerdotes e um religioso; enquanto todos os outros se casaram.
Os primeiros quatro anos do ensino fundamental foram realizados nas escolas de Kalisizo e Bakira. De 1942 a 1949, estudou no Seminário Menor de Bukalasa e de 1949 a 1955, frequentou o Seminário Maior Nacional de Katigondo; em seguida, realizou uma breve experiência pastoral na paróquia de Kabula, na diocese de Masaka; em setembro, foi enviado para estudar em Roma no Pontifício Colégio Urbaniano (atual Pontifícia Universidade Urbaniana), onde obteve a licenciatura em teologia.
Foi ordenado diácono em 15 de agosto em Roma e recebeu a ordenação presbiteral em 21 de dezembro de 1957, também em Roma, na capela do Pontifício Colégio Urbaniano, de Pietro Sigismondi, arcebispo titular de Neapoli di Pisidia, secretário da Sagrada Congregação de Propaganda Fide. Após a ordenação sacerdotal em Roma, estudou na Pontifícia Universidade Gregoriana, onde obteve a licenciatura em ciências sociais. Em 1960, retornou a Uganda e por dois anos trabalhou na paróquia de Villa Maria, com o cargo de supervisor escolar diocesano na diocese de Masaka. De 1962 a 1964, fez um curso de pedagogia na Universidade Makerere, em Campala e na Universidade de Notre Dame, South Bend, Estados Unidos.
Foi professor no Seminário Menor de Bukalasa de 1964 a 1968. Depois, capelão na Universidade de Makerere, de 1968 a 1974. Nomeado vigário-geral da diocese de Masaka em 1974, ocupando o cargo até 1981; simultaneamente, foi pároco da paróquia de Nkoni, de 1975 a 1977 e da paróquia de Kimaanya, de 1977 a 1979. Torna-se Capelão de Sua Santidade em 25 de maio de 1977.
Foi nomeado pelo Papa João Paulo II em 17 de julho de 1981 bispo de Kiyinda-Mityana, recebendo a ordenação episcopal em 22 de novembro seguinte, na Igreja Noa Mawaggali em Mityana, do cardeal Emmanuel Kiwanuka Nsubuga, arcebispo de Campala, coadjuvado por Adrian Kivumbi Ddungu, bispo de Masaka e por Josef Stimpfle, bispo de Augsburgo.
Participou da VI Assembleia Ordinária do Sínodo dos Bispos, na Cidade do Vaticano, de 29 de setembro a 28 de outubro de 1983. Foi promovido a arcebispo coadjutor, com direito de sucessão, de Campala, em 21 de junho de 1988. Sucedeu à sé metropolitana de Campala em 8 de fevereiro de 1990.
Foi presidente da Conferência Episcopal de Uganda por dois mandatos, 1986-1990 e 1990-1994. Foi o primeiro reitor da Universidade Mártires de Uganda, que foi oficialmente inaugurada em 18 de outubro de 1993. Participou da Assembleia Especial do Sínodo dos Bispos para a África, na Cidade do Vaticano, de 10 de abril a 8 de maio de 1994.
Foi criado cardeal no Consistório Ordinário Público de 1994 pelo Papa João Paulo II, com o título de Cardeal-presbítero de Santo Hugo, sendo-lhe imposto o barrete cardinalício em 26 de novembro. Resignou-se da arquidiocese em 2006.

### Conclaves
- Conclave de 2005 - participou da eleição de Joseph Ratzinger como Papa Bento XVI.
- Conclave de 2013 - não participou da eleição de Jorge Mario Bergoglio, S.J. como Papa Francisco, pois já havia passado da idade limite para votantes.
- Conclave de 2025 - não participou da eleição de Robert Francis Prevost, O.S.A. como Papa Leão XIV, pois já havia passado da idade limite para votantes.